# 14143 Hadfield
14143 Hadfield este un asteroid din centura principală de asteroizi.

## Descriere
14143 Hadfield este un asteroid din centura principală de asteroizi. A fost descoperit pe 18 septembrie 1998 la Kitt Peak National Observatory în cadrul proiectului Spacewatch. Asteroidul prezintă o orbită caracterizată de o semiaxă mare de 2,38 ua, o excentricitate de 0,14 și o înclinație de 6,0° în raport cu ecliptica.